# Акри (город)
А́кри (итал. Acri) — город в Италии, расположен в регионе Калабрия, подчинён административному центру Козенца (провинция).
Население составляет 21 669 человек (на 31.12.2004 г.), плотность населения составляет 110 чел./км². Занимает площадь 198 км². Почтовый индекс — 87041. Телефонный код — 00984.
Покровителем города почитается святой Иосиф Обручник, празднование 19 марта, и Sant’Angelo d’Acri, празднование 30 октября.